# Кабельский, Сергей Марьянович
Сергей Марьянович Кабельский (17 апреля 1973, Минск) — белорусский футболист, защитник и полузащитник, тренер.

## Биография
В 1991 году был призван в армию и проходил службу в Московском военном округе, где был замечен сначала командой из г. Жуковского, а затем раменским «Сатурном». Начал профессиональную карьеру в составе «Сатурна» в российской второй лиге, где провёл два сезона. В начале 1994 года перешёл в белорусский клуб «Молодечно», за шесть лет в его составе сыграл 150 матчей в высшей лиге Беларуси. Лучшими результатами за это время стало четвёртое место в чемпионате страны (1994/95) и выход в полуфинал Кубка Беларуси (1993/94). После вылета «Молодечно» из высшей лиги в 1999 году игрок покинул команду.
В 2000 году выступал за минское «Торпедо», провёл один сезон и стал финалистом Кубка Беларуси 1999/00. Следующий сезон начал в «Нафтане», но летом перешёл в минский «Локомотив». С «Локомотивом» за два сезона поднялся из второй лиги в высшую и стал финалистом Кубка Беларуси 2002/03. Был капитаном команды.
В начале 2004 года, после вылета «Локомотива» из высшей лиги, перешёл в украинский клуб «Металлург» (Запорожье) вместе с группой тренеров и игроков из Беларуси. За календарный год сыграл 19 матчей в высшей лиге Украины.
В 2005 году вернулся в минский «Локомотив», который снова играл в высшей лиге Беларуси. Затем выступал за «Динамо» (Брест) и «Дариду» в высшей лиге и снова за «Локомотив» — в первой лиге. В «Локомотиве», переименованном в «СКВИЧ», вошёл в тренерский штаб. В 2011 году ненадолго вернулся на поле и играл в первой лиге за «Городею».
Всего в высшей лиге Беларуси сыграл 264 матча и забил 9 голов.
В качестве тренера работал ассистентом в ряде клубов Беларуси, России и Португалии. В клубах премьер-лиги России, московском «Локомотиве» и «Кубани», ассистировал Леониду Кучуку. В португальскую «Лейрию» был приглашён, чтобы тренировать 12 русскоязычных игроков клуба. В первой половине 2018 года возглавлял «Торпедо» (Минск), игравшее в высшей лиге.
Окончил Белорусский государственный университет физической культуры. Имеет тренерскую лицензию «Pro».

## Достижения
- Финалист Кубка Беларуси (2): 1999/00, 2002/03